# Ollie Mitchell
Oliver Edward „Ollie“ Mitchell (* 8. April 1927 in Los Angeles; † 11. Mai 2013 in Puako, Hawaii) war ein US-amerikanischer Studio- und Jazztrompeter (auch Posaune) und Bandleader.

## Leben
Mitchells Vater war Harold „Pappy“ Mitchell, der Leadtrompeter bei den MGM-Studios war und seinem Sohn ab dem Alter von fünf Jahren Trompetenunterricht gab. Dieser spielte in einer Teenager-Band in der Show von Hoagy Carmichael, um dann 1945 zur Marineband auf dem Flugzeugträger Lexington zu gehören. Dann wirkte er als Erster Trompeter in den Bigbands von Harry James, Buddy Rich, Pérez Prado, Pete Rugolo, Shorty Rogers, Stan Kenton und seit 1960 im NBC-Orchestra. Als Studiomusiker arbeitete er außerdem in der Formation The Wrecking Crew, die u. a. bei Aufnahmen der Beach Boys, The Mamas & the Papas, The Monkees („Valleri“ 1967), The Carpenters, The Fifth Dimension, Simon & Garfunkel, Nat King Cole, Sammy Davis junior, Bob Dylan (Self Portrait 1970), Connie Francis, Del Shannon, Rick Nelson, Randy Newman, Bobby Darin, Steely Dan (Pretzel Logic 1974) und Joan Baez (Diamonds & Rust 1975) mitwirkte.  Er spielte auch ab 1964 in Herb Alperts Tijuana Brass und wirkte bei Ike und Tina Turners von Phil Spector produziertem Erfolgstitel River Deep – Mountain High sowie bei Lee Hazlewoods und Nancy Sinatras Hit These Boots Are Made for Walkin’ mit. In Los Angeles leitete er seit 1978 auch eine eigene Bigband, Ollie Mitchell’s Sunday Band. Unter eigenem Namen legte er die Alben In Orbit (1978) und Blast Off (Pausa Records, 1983) vor.
Nachdem Mitchell seit 1982 als Pensionär lebte, zog er 1985 Jahren nach Honolulu. Dort spielte er mit Harvey Ragsdale. Auf Big Island gründete er 1995 die Band Olliephonics. Im Bereich des Jazz wirkte Mitchell zwischen 1951 und 1984 bei 117 Aufnahmesessions mit.